# Les Aventures d'Émile à la ferme
Pour plus de détails, voir Fiche technique et Distribution.
Les Aventures d'Émile à la ferme (Emil och Ida i Lönneberga) est un long métrage d'animation suédois réalisé par Per Åhlin,  Alicja Björk et Lasse Persson, sorti en 2013.
Il est basé sur la série de romans d'Astrid Lindgren Zozo la tornade.

## Fiche technique
- Titre original : Emil och Ida i Lönneberga
- Réalisation : Per Åhlin, Alicja Björk et Lasse Persson
- Scénario : Hans Åke Gabrielsson d'après les personnages d'Astrid Lindgren
- Société de production : Filmlance International (sv)
- Sociétés de distribution : Filmlance International AB (Suède) ; KMBO (France)
- Pays :  Suède
- Langue : suédois
- Format : couleur - 35 mm - 1,78:1
- Son : Dolby
- Durée : 63 min.
- Dates de sortie :  Suède : 25 décembre 2013 ;  France : 14 janvier 2015

## Distribution (voix)
- Gustav Föghner : Emil Svensson
- Tilda Ramde : Ida Svensson
- Allan Svensson : Anton Svensson
- Elisabet Carlsson : Alma Svensson
- Lindy Larsson : Alfred
- Rebecka Teper : Lina
- Siw Carlsson : Krösa-Maja
- Ewamaria Roos : Prostinnan
- Astrid Lindgren : narratrice